# Arauá
Arauá là một đô thị thuộc bang Sergipe, Brasil. Đô thị này có diện tích 194,6 km², dân số năm 2007 là 11649 người, mật độ 59,86 người/km².